# Besole (Bayan)
Besole is een bestuurslaag in het regentschap Purworejo van de provincie Midden-Java, Indonesië. Besole telt 1595 inwoners (volkstelling 2010).